# Anneau sans diviseur de zéro
En théorie des anneaux, un anneau sans diviseur de zéro (en anglais : domain) est un anneau unitaire dans lequel un produit est nul seulement si l'un des facteurs est nul, autrement dit dans lequel l'implication suivante est vérifiée :
{\displaystyle ab=0\Rightarrow (a=0\ \mathrm {ou} \ b=0)}.
En d'autres termes, c'est un anneau dans lequel il n'y a aucun diviseur de zéro (ni à droite, ni à gauche).
Certains auteurs exigent également que la condition 1 ≠ 0 soit remplie ou, ce qui revient au même, que l'anneau ait au moins deux éléments.
Un anneau commutatif sans diviseur de zéro qui vérifie en outre la condition 1 ≠ 0 est appelé un anneau intègre.
Un anneau sans diviseur de zéro qui est fini est nécessairement un anneau à division et donc un corps commutatif en utilisant le théorème de Wedderburn.